# دم‌قطاری دم‌سبز
دم‌قطاری دم‌سبز (نام علمی: Lesbia nuna) گونه‌ای مرغ مگس در تبار خورشیدفرشته‌تباران (Lesbiini) از زیرتیرهٔ خورشیدیان (Lesbiinae) است که در بولیوی، کلمبیا، اکوادور، پرو و احتمالاً ونزوئلا یافت می‌شود.